# Die Fälschung der Welt
Der Roman Die Fälschung der Welt des amerikanischen Autors William Gaddis erschien erstmals 1955 unter dem Originaltitel The Recognitions im New Yorker Harcourt Verlag. Das Werk blieb zunächst nach dem einhelligen Verriss durch die Literaturkritik auch vom Publikum unbeachtet.
Durch eine kleine Gruppe begeisterter Leser blieb dennoch ein Interesse an dem außerordentlich komplexen Roman wach. 1976 erhielt Gaddis für seinen Folgeroman JR den National Book Award, wonach auch das öffentliche Interesse an seinem monumentalen Erstlingswerk wuchs.
Das renommierte Time Magazine zählte The Recognitions im Januar 2010 zu den 100 besten englischsprachigen Romanen seit 1923.
Der Roman untersucht das Thema Fälschungen auf einer breiten Ebene: Falsche Geldscheine, gefälschte Gemälde und vorgetäuschte Gefühle bestimmen sowohl die Welt der calvinistischen Puritaner als auch der New Yorker Szene.

## Inhalt
Held des Romans ist Wyatt Gwyon, der Sohn eines Priesters, der ein Talent für die Malerei entwickelt. Die strenggläubige Tante May, die die Erziehung des Jungen zunächst in Händen hat, verfolgt jedes Zeichen dieses Talents mit bitterer Strenge im Sinne eines archaischen Bilderverbots, das an entsprechende Formulierungen im konservativen Islam erinnert: Wer Abbilder schafft, begibt sich in Konkurrenz zum Schöpfergott und wird dafür streng bestraft. So malt der Junge heimlich, vergräbt die vollendeten Bilder heimlich im Garten. Die detailgenaue Schilderung der Bitterkeit und des Sadismus, mit der die streng religiöse Tante den Jungen erzieht, wird zu einer Anklage gegen den rigiden Protestantismus calvinistischer Prägung in den USA.
Beim Vater Wyatts führt die Religiosität in immer absurdere Regionen von Mystik, Alchemie und Naturreligion. Als der Sohn schwer erkrankt und der Vater sieht, dass die Mediziner ihn nur noch als Versuchskaninchen missbrauchen, rettet er ihn in einer schamanischen Zeremonie unter Opferung eines Affen, den er von einer Reise aus Gibraltar mitgebracht hat. Nach dem Tode der Tante May leben Vater und der sich weitgehend selbst überlassene Sohn mit einer verwirrten Haushälterin im Pfarrhaus. Der Sohn gibt aber alle Pläne auf, das von Generation zu Generation weitergegebene Pfarramt zu übernehmen. Ende der 30er Jahre studiert er zunächst im NS-regierten München Malerei und siedelt dann nach Paris über, wo er heiratet.
Aus Not und Misserfolg entwickelt sich Wyatt zum genialen Fälscher, der nicht konkrete Gemälde alter Meister kopiert, sondern so perfekt neue in ihrem Stil erstellt, dass sie als lang verlorene Originale von der Kunstwelt akzeptiert werden. In Wyatts Umfeld entwickelt Gaddis eindrucksvolle und kritische Bilder von der amerikanischen Szene in Paris, der ausgeflippten Welt der Künstler und Kleinkriminellen in New York und immer wieder der bigotten Kleinstadtwelt der Puritaner in den USA.
Wyatts Vater entwickelt gleichzeitig immer absurdere Ideen, zeigt sich beeindruckt vom Wunderglauben der Katholiken in Spanien, interessiert sich für Mithraismus und andere abseitige religiöse Strömungen. Seine früh auf einer Europareise verstorbene Frau Camilla liegt in Spanien begraben. Nach dem Tod hatte Wyatts Vater sich als Gast in ein Kloster zurückgezogen. Immer stärker verstellt sich dem Vater der Weg zur Realität, bis er schließlich in der Psychiatrie landet.
Eine wichtige Nebenfigur ist Otto, ein Verehrer Wyatts, der sich aus zusammengesuchten Zitaten vor allem Wyatts eine irreale Existenz konstruiert. Das Scheitern dieses Lebenskonzepts treibt zum Teil absurde Blüten, etwa als Otto einen gebrochenen Arm vortäuscht, angebliche Folge der Teilnahme an einer Revolution in Lateinamerika, und diese vorgetäuschte Verletzung zur Behinderung seiner Pläne wird. Dennoch wird er zum Liebhaber von Wyatts Frau Esther, die frustriert über Wyatts Kontaktunfähigkeit einen Tröster sucht, der sich wirklich für sie interessiert. Eine andere Figur ist die drogensüchtige Dichterin Esme, die nach einer Affäre mit Otto Wyatt Modell steht und sich in ihn verliebt und nach einer Serie absurder Verwicklungen als Nonne in Europa endet.
Wyatt erlebt seine Fälschungen als künstlerische Leistungen, er verfolgt keine finanziellen Interessen. Vielmehr will er sich abgrenzen vom Kunstbetrieb seiner Zeit, der ausschließlich Originalität schätzt, gleichgültig wie sinnlos ihre Produkte sind. Ihn faszinieren seit seiner Jugend Technik und Stil der alten Meister. Durch Recktall Brown, einen skrupellosen Kunsthändler, wird er dennoch immer tiefer in kriminelle Geschäfte verwickelt, bis es keinen Ausweg mehr gibt.

## Interpretationsansatz
Im Zentrum des Romans steht eine Gruppe von Personen, die in Manhattan, insbesondere im Greenwich Village leben und jene Länder bereist haben, die Gaddis selbst aufgesucht hatte, wie Mittelamerika, Frankreich, Spanien, Italien und zum Teil auch Nordafrika. Das gemeinsame Anliegen aller am Romangeschehen beteiligten Charaktere ist die Kunst: Literatur, Malerei, Film und auch die Kunst des Fälschens. Dieses künstlerische Anliegen steht dabei immer wieder in Verbindung mit religiöser Suche oder bietet aber einen Ersatz dafür.
Mit dem Geistlichen Reverend Gwyon und seinem Sohn Wyatt erscheinen religiöse und künstlerische Interessen in der Folge der Generationen; der Roman greift dabei mit Gwyon Senior zurück auf die Zeit um den bzw. nach dem Ersten Weltkrieg. Das wichtigste äußere Ereignis in der Handlung um den Geistlichen ist der Tod seiner Frau auf der Überfahrt nach Spanien, wo Gwyon sie nach einem katholischen Ritus bestatten lässt, um anschließend die heiligen Stätten der Alten Welt aufzusuchen und sich in das Studium der Religionsgeschichte zu vertiefen, das er bereits in Neuengland mit einem Kurs über den Mithraskult aufgenommen hatte. Nach der Rückkehr in seine neuenglische protestantische Gemeinde sind seine Predigten immer mehr von Vorstellungen eines nicht-protestantischen Christentums sowie heidnischer Religionen und Mythen durchdrungen. Seinen Höhepunkt erreicht die Geschichte Gwyons, als er – mittlerweile dem Wahnsinn verfallen – statt eines Weihnachtsgottesdienstes einen Mithraskult vollzieht an genau dem Weihnachtsfest, das auch für die anderen Figuren des Romans bedeutsam wird. Gwyons Leben endet schließlich in einer Irrenanstalt.
Die Gwyon überlieferte puritanische Religion entspricht der protestantischen Ethik im Sinne Max Webers (The Recognitions, S. 13 f.); für Gwyon ist dieses Religionsverständnis jedoch unzureichend; er sucht in anderen Religionen wie auch in den Mythen jenes Mysterium, das er in seinem konfessionellen christlichen Glauben verloren sah. Eine vorweihnachtliche Szenebeschreibung (The Recognitions, S. 102) in der cineastischen Erzählperspektive des Kamerablicks (Camera Eye) von John Dos Passos mit einer der seltenen auktorialen Kommentierungen zu diesem Thema lässt erkennen, dass die Religionen für Gwyon das Geheimnis und den Zauber des Göttlichen, das der Welt ihren Sinn verleiht, verbergen; auf der Suche nach dieser göttlichen Sinngebung verfällt er schließlich dem Wahnsinn.
Gwyons Sohn Wyatt ist wie sein Vater zunächst für das Amt eines Geistlichen bestimmt, widmet sich jedoch schon bald der Malerei. Auch für ihn als Künstler geht es um die Beschäftigung mit den Mysterien. Wie Basil Valentine, der Kunstkritiker des Bildfälscherrings, für den Wyatt arbeitet, es ausdrückt, ist der Priester der Hüter der Mysterien, während der Maler ihr Geheimnis aufdeckt, indem er ihm künstlerische Gestalt verleiht: „The priest is the guardian of mysteries [...] The artist is driven to expose them“ (The Recognitions, S. 261). Wyatt erlernt seine Kunst in Deutschland und in Paris; sein deutscher Meister lehrt ihn, dass es nicht um Originalität gehe, die mit der Tradition brieche, sondern um Nachahmung, durch die Neues entstehe (The Recognitions, S. 89). Wyatts Vorbild werden Hans Memling und die alten flämischen Meister; sein Lehrer verkauft später ein von Memling inspiriertes Bild Wyatts als einen echten neu entdeckten Memling. Da sich Wyatts eigene Gemälde im Stil der flämischen Meister nicht verkaufen lassen, ist er gezwungen, seinen Lebensunterhalt als Zeichner in einem Brückenbauunternehmen sowie durch das Restaurieren alter Gemälde zu verdienen. Recktall Brown, der Kunsthändler, kann ihn schließlich dafür gewinnen, Bilder im Stil der alten Meister zu malen und sie mit deren Namen zu signieren, um sie dann als Neuentdeckung angeblich verloren gegangener Werke für teueres Geld zu verkaufen. Die dazu erforderlichen Kunstexpertisen liefert Basil Valentine.
Wyatt versucht, sein künstlerisches Anliegen mit aller Hingabe in seinen Gemälden zum Ausdruck zu bringen. Als er schließlich sich als Maler der gefälschten alten Meister enthüllen und seinen Bund mit dem Kunsthändler Brown auf dessen Weihnachtsgesellschaft aufkündigen will, stürzt der gewissenlose Kunsthändler in einer Ritterrüstung, die er sich angelegt hat, die Treppe hinab und kommt auf groteske Weise zu Tode. Die Gäste verlassen fluchtartig das Haus; nur Wyatt bleibt zusammen mit Valentine bei der Leiche des Kunsthändlers zurück. In seiner Verzweiflung über das Scheitern seiner Enthüllung versucht er, Valentine zu erstechen, und flieht anschließend nach Europa in der irrigen Annahme, ihn ermordet zu haben. Vergeblich sucht er dort das Grab seiner Mutter, da deren sterblichen Überreste mit denen eines Mädchens verwechselt worden waren, das während Wyatts Friedhofbesuch gerade in Rom heiliggesprochen werden soll. Daraufhin zieht Wyatt sich in das Franziskanerkloster zurück, das schon sein Vater aufgesucht hatte, und restauriert wiederum Gemälde. Während dieser Tätigkeit isst er Brot, das – ein weiteres der zahlreichen grotesken Elemente des Romans – mit der Asche seines Vaters gebacken wurde, die dem Kloster zugeschickt wurde und dort fälschlicherweise für das Mehl gehalten wird, das Wyatts Vater früher dem Kloster zu schicken pflegte. Wie zuvor sein Vater, kann Wyatt nicht in dem Kloster bleiben und wird vom Pförtner weitergeschickt. Beim Läuten der Glocken glaubt Wyatt, darin seinen verstorbenen Vater zu hören, und beschließt, von nun an bewusster zu leben: „The bells, the old man ringing me on. Now at last, to live deliberately“ (The Recognitions, S. 900).
Die in vielerlei Hinsicht groteske Geschichte Wyatts ist ebenso die Geschichte eines suchenden Menschen, dem es darum geht, sich als Künstler in seinem eigenen Werk selbst zu finden. Zahlreiche Anspielungen lassen Wyatt dabei in Analogie zu unterschiedlichen literarischen und mythologischen Gestalten erscheinen: So begibt er sich beispielsweise wie Clemens, der jugendliche Schüler des Petrus, in den frühchristlichen Recognitiones auf die Suche nach der Wahrheit und gerät durch den Kunsthändler Brown ebenso in Versuchung wie Clemens durch den Magier Simon.
Der Kunsthändler Brown erweist sich zudem für Wyatt als Mephistopheles, dem er seine Seele verkauft, wobei es Wyatt jedoch letztendlich anders als Faust gelingt, sich von Mephisto wieder zu lösen. Als Wyatt am Schluss sich weiter auf Wanderschaft begibt, erscheint er als der Ewige Jude, aber auch als der Fliegende Holländer, auf den mehrfach im Roman angespielt wird.
Im gesamten Roman finden sich gleichermaßen an anderen Stellen vielfältige Anspielungen auf das Motiv der Erlösung (redemption). So geht es Wyatt wie etwa T. S. Eliot in dessen Four Quartets (dt. Vier Quartette, 1943) um die Erlösung von der Zeit und ihrer Vergänglichkeit, die er durch seine Kunst zu erreichen versucht: „A work of art redeems time“ (The Recognitions, S. 144).
Esme, sein Modell – oder metaphorisch gesehen seine Senta aus Wagners Oper Der fliegende Holländer bzw. seine Helena aus der griechischen Mythologie – opfert sich zwar für ihn; dennoch gelingt es ihm keineswegs, am Ende durch sie seine Erlösung zu finden. Das Gleiche gilt für Otto Pivner, der gleichsam parodistisch den Wagner zu Wyatts Faust spielt und Eliot zitiert, wobei er sich zugleich auf den Apostel Paulus beruft: „Saint Paul would have us redeem time; but if present and past are both present in time future; and that future contained in time past, there is no redemption but one“ (The Recognitions, S. 160).
Es bleibt in Gaddis’ Roman allerdings an vielen Stellen bei Anspielungen, die nicht näher konkretisiert werden. Beispielsweise zieht es Wyatt nun unter dem Namen Stephen, den seine Eltern ihm ursprünglich geben wollten, wie ein zweiter Stephen Dedalus auf seiner Selbstfindungssuche nach Spanien, das ihm jedoch vor allem als große Leere erscheint: „It’s not a land you travel in, it’s a land you flee across, from one place to another [...] It’s like drowning, this despair, this ... being engulfed in emptiness“ (The Recognitions, S. 816).
Spanien ist das Land, in dem Wyatts Mutter Camilla wie eine Jungfrau in einer weißen Karosse zum Friedhof gefahren wird. Aufgrund der Verwechslung ihres Leichnams mit dem eines Mädchens wird sie fälschlicherweise heiliggesprochen, trotz der Vergewaltigung, die jenes Mädchen ertragen musste. Ein weiteres Mal erweisen sich derartige Zeichen der Wiedererlangung der verlorenen Unschuld als trügerisch, da deutlich wird, dass die Heiligsprechung ausschließlich aus kommerziellen Gründen erfolgt: Die Gemeinde benötigt ihre Heilige, um so Pilger zu einem Besuch des Grabes zu veranlassen und für zusätzliche Einnahmen zu sorgen.
Der Versuch der Wiedergewinnung der Unschuld verläuft dabei parallel zu Wyatts Versuch der Selbstfindung in seiner Kunst. Seine frühen Versuche zu malen werden jedoch als Kopien beschrieben (The Recognitions, S. 52); das, was er originär vor sich sieht, kann er nicht in eine künstlerische Form bringen; er ist noch nicht fähig, das, was er eigentlich vor sich zu sehen glaubt, zu enthüllen („to expose [it]“, S. 261).
Diese Beschreibung der Existenz einer (noch) rein imaginären, realiter nicht sicht- und gestaltbaren künstlerischen Vorlage oder Vorstellung unterscheidet Gaddis Roman insoweit von anderen Werken der rein experimentellen Erzählform, die nichts als existierend anerkennen, das nicht sprachlich formuliert oder als Kunstwerk zum Ausdruck gebracht werden kann.
Bezeichnend ist eine Passage, in der Wyatts Bemühen geschildert wird, ein Bild seiner Mutter nach einer fotografischen Vorlage zu gestalten, die diese noch vor ihrer Hochzeit zeigt. Doch er malt das Bild nicht zu Ende: „There is something about a ... an unfinished piece of work, a ... a thing like this where ... do you see? Where perfection is still possible? Because it’s there, it’s there all the time, all the time you work trying to uncover it“ (The Recognitions, S. 57). Die Erkenntnis und Enthüllung, das „uncovering“ oder „exposing“, gelingt ihm jedoch nicht einmal in Bezug auf das Bild seiner Mutter.
Eine weitere Andeutung findet sich an einer Textstelle, in der Otto den Protagonisten Gordon des von ihm verfassten Gesellschaftsstücks Wyatt nachahmen lässt (The Recognitions, S. 123). Demzufolge überdeckt in jedem Gemälde eine Schicht die andere in dem Versuch, größere Vollkommenheit zu erreichen. Darunter bleibt das „pattern“ erhalten, mithin eine Art von Urbild oder Idee im platonischen Sinne. Ebenso erzählt Otto eine Geschichte, die er vorgeblich von einem Freund – vermutlich Wyatt – gehört haben will: Als ein gefälschter Tizian von der Leinwand abgekratzt worden sei, sei ein unbedeutendes Werk zum Vorschein gekommen, unter dem sich jedoch tatsächlich ein genuiner Tizian befunden haben solle. Am Ende kratzt auch Wyatt im Kloster ein unbedeutendes Bild von einem echten Tizian ab.
Demgemäß steht hinter all diesen Versuchen der künstlerischen Darstellung oder Gestaltung die Vorstellung einer letztlich gültigen Wirklichkeit. Das seltene Erlebnis, diese Wirklichkeit zu erblicken, hat Wyatt nach der Fertigstellung eines Gemäldes und der Betrachtung von Picassos Night Fishing in Antibes. So berichtet er Esther, seiner Frau, wie ihm nach der Vollendung seines Bildes und der anschließenden Erschöpfung alles auf der Straße unwirklich vorkam, bis er das Bild Picassos stieß. Sein Erleben in diesem Moment fasst er in folgende Worte: „When I saw it [das Bild Picassos] all of a sudden everything was freed into one recognition, really freed into reality that we never see, you never see it. You don’nt see it in paintings because most of the time you can’t see beyond a painting“ (The Recognitions, S. 123). Wyatts Erleben der recognition wird damit zu einer Art von schlaglichtartiger Offenbarung oder Erhellung ähnlich der epiphany im Joyceschen Sinne.
Was sich im Kunstwerk offenbart, erlangt jedoch seine eigene Kraft. Als Esme Wyatt zum letzten Mal in seinem Atelier besucht, hat sie das Gefühl, ganz zum Teil seiner Wirklichkeit geworden zu sein. In dem Brief, den sie nach ihrem geplanten, dann jedoch misslungene Suizid hinterlassen will, heißt es:

“It does not seem unreasonable that we invent colors, line, shapes, capable of being, representative of existence, therefore it is not unreasonable that they, in turn, later invent us, our ideas, directions, motivations […] They by conversion into an idea of the person, do, instantaneously destroy him”

Das Malen bedeutet, wie auch eine andere Textstelle zeigt, für Wyatt den Beweis seiner eigenen Existenz (The Recognitions, S. 96); dieses Sein wird im Schaffensprozess jedoch zu dem des Werkes, indem die Wirklichkeit des Bildes zerstörerische Macht über ihn gewinnt. Es bedarf unzähliger Versuche, diese Wirklichkeit im Bild aufscheinen zu lassen; damit existieren auch die verschiedensten Möglichkeiten ihres Erscheinens.
So stellt Wyatt in Bezug auf die flämischen Meister fest, das die Vielzahl der in den Gemälden enthaltenen Perspektiven nicht nur deren Kraft („force“) ausmacht, sondern ebenso ihren Makel („flaw“), da sie jeweils nur separate Teilansichten jener ganzheitliche Wirklichkeit gewähren, die als solche für Wyatt nach Esthers Aussage ein großes, leeres Nichts („a great, empty, nothing“) ist, das sich erst in der Wahrnehmung und künstlerischen Gestaltung füllt (The Recognitions, S. 119).
In diesem Wirklichkeitsverständnis liegt in Gaddis’ Roman der Ansatz für eine Deutung als Metafiktion. Diese wird in The Recognitions auch dadurch wirksam, dass einer Mehrzahl der am Geschehen beteiligten Figuren die „recognition“ als zusammenhängende Erkenntnis des Ganzen verwehrt bleibt und sie mit der eingeschränkten Teilansicht, der „separateness“, leben müssen, die Wyatt beschreibt, als er im Kloster den echten Tizian freilegt: “That’s what went wrong, you’ll understand … or, – Everything withholding itself from everything else” (The Recognitions, S. 874.)
Für Brown, den repräsentativen Vertreter dieser Figurengruppe, ist alles mit den gleichen Worten machbar („You can do anything with the same words“, S. 350). Demzufolge ist alles möglich, aber eben nur möglich: Möglichkeit ist zur einzigen Wirklichkeit geworden.

## Entstehungsgeschichtlicher Hintergrund
The Recognitions entstand in einem längeren Zeitraum von rund sieben Jahren, in denen William Gaddis fortwährend an seinem Erstlingsroman arbeitete. Ursprünglich sollte das Werk nach Gaddis’ eigenen Aussagen erheblich kürzer und weniger komplex ausfallen und war als eine ausdrückliche Parodie auf Goethes Faust gedacht, in der ein Künstler die Rolle des Gelehrten Doktor Faustus übernehmen sollte.
In der Entstehungszeit des Romans reiste Gaddis nach Mexiko, Zentralamerika und Europa. Während seines Aufenthaltes in Spanien 1948 las er dort die umfangreiche Vergleichsstudie über Mythologie und Religion The Golden Bough: A Study in Magic and Religion des schottischen Anthropologen James George Frazer, in der dieser die Entstehung der Religionen aus früheren Mythen aufzuzeigen versucht.
Frazers Erklärung des Ursprungs der Religionen aus Mythen beeinflusste Gaddis Sichtweise maßgeblich und inspirierte vermutlich auch seine Vorstellung der modernen Welt als einer großen Fälschung. Die Lektüre von The Goldden Bough führte Gaddis insbesondere zu der Erkenntnis, dass das zentrale Motiv von Goethes Faust auf die aus dem Urchristentum überlieferte Schilderung des Lebens des heiligen Clemens und seiner Suche nach Erlösung in den sogenannten Pseudo-Klementinen zurückgeht, die später als Recognitiones ins Lateinische übersetzt wurden. Auf dem Hintergrund dieser Zusammenhänge änderte und erweiterte Gaddis die ursprüngliche Ausrichtung seines in der Entstehung begriffenen Romanes grundlegend; als Titel seines Werkes wählte er im amerikanischen Original nunmehr eine unmittelbare Anlehnung an die Clementinischen Recognitiones. Mit dieser Ausweitung der Konzeption seines Romanes auf die Geschichte der Reise eines zeitweilig in die Irre geleiteten Heldens und dessen Suche nach Erlösung verknüpfte Gaddis zugleich die Intention, die vielfältigen mythischen und bildhaften Anleihen wie auch Verfälschungen in der modernen Kultur literarisch zu gestalten. Der anfangs von seinem Verfasser als begrenzte Faust-Paodie konzipierte Roman erhielt damit eine theoretisch schrankenlose epische Breite als umfassende Pilgerfahrt der Erkenntnis, aufbauend auf einer Parodie der Clementinischen Recognitiones.
1949 stellte Gaddis einen ersten Entwurf seines Werkes fertig, den er – wie sich aus seinen gesammelten Briefen entnehmen lässt – in den folgenden Jahren kontinuierlich revidierte und erweitert, bis er schließlich seinem Verleger Harcourt Anfang 1954 ein etwa 480.000 Worte umfassendes vollständiges Manuskript als endgültige Version des Romans vorlegte. Zuvor veröffentlichte Gaddis in der Zeitschrift New World Writing 1952 einen Teil des zweiten Kapitels seines Gesamtwerkes in einer leicht veränderten Fassung.

## Rezeption
Unmittelbar nach seinem Erscheinen wurde The Recognitions von der zeitgenössischen Literaturkritik der Hemingway-Ära einmütig verrissen. Das Buch wurde von zahlreichen Kritikern dieser Zeit, die sich teilweise sogar damit brüsteten, den Roman noch nicht einmal bis zum Ende gelesen zu haben, verächtlich als übles, abstoßendes und ekelerregendes Machwerk („disgusting, evil, foul-mouthed“) bezeichnet. In einer ersten seriöseren Rezension in der New York Times am 13. März 1955 wurde der Roman aufgrund seiner Form und Länge sowie seines Bilderreichtums und Inhalts als der verwegene Versuch einer Herausforderung an James Joyce’ Jahrhundertwerk Ulysses betrachtet („In form, content, length, and richness of imagery, as well as in syntax, punctuation, and even typography, this novel challenges the reader to compare it with Joyce’s "Ulysses.“) – ein Versuch, der jedoch von vornherein zum Scheitern verurteilt gewesen sei.
Auch beim breiten Lesepublikum hat der Roman nur wenig Anklang gefunden; selbst im amerikanischen Buchhandel blieb die Erstausgabe lange Zeit verschollen. Einzig eine kleine radikale Gemeinde von Lesern sorgte dafür, dass das Werk trotz des öffentlichen Vergessens in bestimmten literarischen Kreisen die Reputation eines „Underground-Klassikers“ erlangte.
Die Gründe für die weitgehend fehlende öffentliche Resonanz liegen neben den anfangs sehr negativen Kritiken wahrscheinlich auch in der extremen Länge des Werkes mit nahezu 1000 Seiten und in den zahllosen, oftmals nicht oder nur mit Schwierigkeiten aufzulösenden Anspielungen sowie in der kaum zu überblickenden Zahl der auftretenden Figuren und den labyrinthischen Verstrickungen des Handlungsgefüges.
Erst allmählich wurde in der jüngeren Literaturwissenschaft und Kritik die literarische Bedeutung dieses imposanten Romans gewürdigt. So sah beispielsweise der renommierte englische Literaturwissenschaftler und Kritiker Paul Antony (Tony) Tanner in Gaddis Roman die Einleitung einer neuen Epoche in der amerikanischen Literatur, die die Werke solcher herausragender Autoren wie etwa Joseph McElroy, Thomas Pynchon, Don DeLillo oder David Foster Wallace vorweggenommen und maßgeblich beeinflusst habe.
Die Schriftstellerin Cynthia Ozick würdigte in einer erneuten ausführlichen Buchbesprechung in der New York Times am 7. Juli 1985 den Roman ebenfalls als ein originäres modernistisches Meisterwerk, das seiner Zeit voraus gewesen und nicht zuletzt aus diesem Grunde zu Unrecht in Vergessenheit geraten sei. Das Werk gehöre zu den bedeutendsten übersehenen Werken mehrerer literarischer Generationen; es imitiere dabei jedoch keinesfalls die vorangegangene Literatur von Autoren James Joyce, Thomas Mann, Henry James, Virginia Woolf oder Marcel Proust, sondern führe diese fort und lasse sie hinter sich.
Joachim Kalka beschrieb in seiner Kritik vom 5. Dezember 1998 in der Frankfurter Allgemeinen Zeitung anlässlich des Erstausgabe der „eindrucksvollen“ deutschen Übersetzung von Marcus Ingendaay die große Freude, die „der erneute Blick auf dieses heilige Monstrum der amerikanischen Gegenwartsliteratur“ bereite. Das Buch sei großartig und irritierend; selbst dort, wo der Leser enttäuscht sei, müsse er einräumen, dass es eine Enttäuschung auf allerhöchstem Niveau sei. „Die Fälschung der Welt“ sei „ein enzyklopädisch-barocker Roman (an die 1250 Seiten) mit einem sehr ehrgeizigen philosophisch-ästhetischen Programm, einem ironisch-passionierten Verwirrspiel mit den letzten Fragen von Kunst und Religion, einer Unzahl von Figuren in raffiniert verknüpften Beziehungen und einem ungeheuerlichen Requisitenapparat.“ Die wechselnden Schauplätze – insbesondere die schmerzhaft dicht beschriebene Enge von Greenwich Village mit seinen allesamt gnadenlos scheiternden Künstlerexistenzen – und die Vielzahl der Bücher, Bilder, Alltagsdetails, Zitate seien bei Gaddis jedoch „nicht Teil eines traditionellen Versuchs, Wirklichkeit mimetisch zu simulieren und in großem, realistischem Griff dem Leser ‚die‘ Welt zu schenken“. Der Roman gehöre bereits jetzt „entschieden zu den Unternehmungen, die mit hohem, reflektiertem sprachlichem Aufwand eine eigene Welt der Literatur konstruieren.“

## Deutsche Übersetzung
Marcus Ingendaay wurde zu seiner Übersetzung befragt und antwortete:

„Ich glaube, dass das Buch auf Deutsch lesbarer und viel lustiger und heller ist, als im Original. Das Original ist … wirklich absolut düster. Düster auf eine Art, die ich persönlich nicht ertrage. Und deshalb habe ich den Roman so ein bisschen angehoben von seiner Stimmung her. … (32:17) Wenn Sie so lange an einem Buch arbeiten, dann tun Sie etwas für den Autor und sagen: ‚Ich sorge dafür, dass es dir hier, in der deutschen Version, besser geht als im Original.‘ (32:26)“

Eine solche beabsichtigte Veränderung des Tons eines Werks ist unter Übersetzern umstritten.

## Ausgaben
- William Gaddis: The Recognitions. Amerikanische Erstausgabe. Harcourt, Brace & World Verlag, New York 1955.
- William Gaddis: The Recognitions. Aktuelle Neuauflage. Dalkey Archive Press, Champaign (Illinois) 2012, ISBN 978-1-56478-691-3.
- William Gaddis: Die Fälschung der Welt. Deutsche Erstübersetzung aus dem Amerikanischen von Marcus Ingendaay. Zweitausendeins Verlag, Frankfurt am Main 1998, 2. durchgesehene Auflage 1999, ISBN 3-442-44878-6.